# Friedrich Landolin Karl von Blittersdorf
Friedrich Landolin Karl Freiherr (baron) von Blittersdorf – ou Blittersdorff – (né le 14 février 1792 à Mahlberg dans l'Ortenau - mort le 16 avril 1861 à Francfort-sur-le-Main) est un homme politique du grand-duché de Bade.

## Biographie
Après avoir étudié le droit à Heidelberg et à Fribourg-en-Brisgau, Blittersdorf devint fonctionnaire au service du grand-duché de Bade à partir de 1813. En 1818, il fut l'ambassadeur du grand-duché à Saint-Pétersbourg et, à partir de 1821, délégué du grand-duché auprès de la Diète de la Confédération germanique à Francfort.

Nommé ministre des Affaires étrangères en 1835, Blittersdorf fut le chef du gouvernement badois entre 1839 et 1843 et, à ce titre, le promoteur influent d'une politique conservatrice et anti-libérale.

Confident de Metternich, Blittersdorf prônait en effet une interprétation autoritaire de la constitution badoise de 1818, se montrait favorable à l'ordre européen mis en place par le Congrès de Vienne et agissait comme un adversaire résolu du libéralisme. Il revendiquait notamment la prééminence de la première chambre du Parlement - non élue - sur la seconde chambre, celle des députés. Il s'attira ainsi une opposition libérale au sein de cette seconde chambre, menée par Itzstein et Bekk, qui obtint sa démission du gouvernement et son retour à Francfort en 1843.

En 1848, la Révolution de Mars permit aux libéraux de remettre en cause l'autorité d'une Confédération germanique considérée comme le fer de lance du conservatisme liberticide. Blittersdorf dut par conséquent se retirer du service de l'État.
Il est enterré au cimetière principal de Francfort.

## Famille
Friedrich von Blittersdorf épouse en 1824 Maximiliane Euphrosine Kunigunde Brentano (1802-1861), une fille du banquier et grand commerçant de Francfort Franz Dominicus Brentano (de).
Il a quatre enfants avec sa femme :
- Antonie (née le 19 décembre 1825 à Francfort-sur-le-Main et morte le 5 décembre 1895 dans la même ville)
- Ludovica (née le 7 août 1827 à Francfort-sur-le-Main, et morte le 21 septembre 1918 à Ramholz (de)) mariée à Francfort-sur-le-Main le 24 janvier 1865 avec Adalbert von Rauch, premier-lieutenant prussien, officier royal et impérial. Colonel autrichien, héritier de sa tante Ulrike von Levetzow à Trieblitz en Bohême.
- Ludwig (né le 8 novembre 1829 à Francfort-sur-le-Main et mort le 30 juillet 1909 à Salzbourg), Conseiller de légation autrichien, marié à Prague le 25 janvier 1869 avec Gabriele von Deym comtesse de Stritec (née à Prague le 19 décembre 1845 et morte à Francfort-sur-le-Main le 9 avril 1875), fille de Friedrich Deym comte de Stritec, Rittmeister autrichien, et de son épouse Caroline, née de Longueval comtesse de Buquoy.
- Hildegarde (née le 7 janvier 1846 à Francfort-sur-le-Main et morte le 1er mai 1926 à Vienne), dame de l'Ordre de la Croix étoilée mariée à Francfort-sur-le-Main le 25 janvier 1865 avec Zdenko comte Strachwitz von Groß-Zauche und Camminetz, mort le 1er mars 1921 à Schönwörth près de Kufstein, Rittmeister autrichien à Salzbourg